# Stazione di Capo San Marco
La stazione di Capo San Marco è stata una stazione ferroviaria posta lungo la ex linea ferroviaria a scartamento ridotto Castelvetrano-Porto Empedocle chiusa nel 1986, era a servizio del comune di Sciacca in località Capo San Marco.

## Storia
La stazione venne inaugurata nel  21 febbraio 1914 insieme alla tratta Selinunte-Sciacca, destinata all'esportazione dei prodotti agricoli della località.
Nel 1986 la stazione cessò il suo funzionamento insieme alla tratta Castelvetrano-Sciacca ed oggi è abbandonata e con gli ingressi murati.

## Strutture e impianti
Era composta da un fabbricato viaggiatori, un magazzino merci e da due binari, di cui il primo in corretto tracciato e il secondo di incrocio.

## Galleria d'immagini

Ingresso in stazione lato Sciacca
RALn 6021 ferma sul binario 2